# Кастеллетто-Мерлі
Кастеллетто-Мерлі (італ. Castelletto Merli) — муніципалітет в Італії, у регіоні П'ємонт,  провінція Алессандрія.
Кастеллетто-Мерлі розташоване на відстані близько 500 км на північний захід від Рима, 45 км на схід від Турина, 35 км на північний захід від Алессандрії.
Населення — 485 осіб (2014).
Щорічний фестиваль відбувається 1 серпня. Покровитель — Sant'Eusebio di Vercelli.

## Демографія
Населення за роками:

Станом на 1 січня 2023 року в муніципалітеті офіційно проживали 24 іноземці з 10 країн, серед них 7 громадян країн Євросоюзу.

## Сусідні муніципалітети
- Альфьяно-Натта
- Черрина-Монферрато
- Момбелло-Монферрато
- Монкальво
- Одаленго-Пікколо
- Понцано-Монферрато